# Медведев, Дмитрий Яковлевич
Дмитрий Яковлевич Медведев (1866 — 1908) — слесарь, депутат Государственной думы Российской империи I созыва от Воронежской губернии.

## Биография

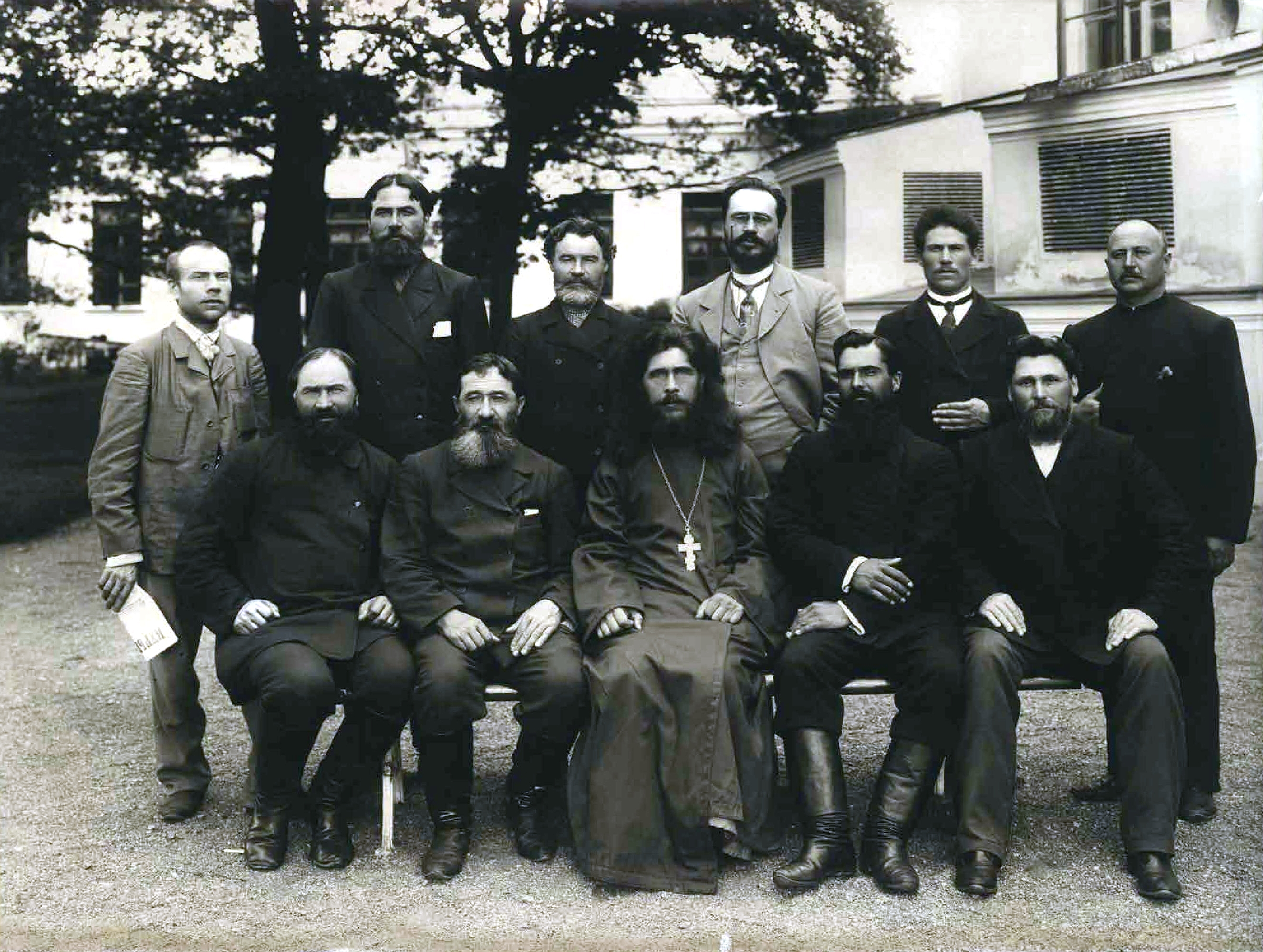
Члены Государственной Думы I созыва от Воронежской губернии. Стоят: Д. Я. Медведев, И. Я. Пушкарский, Е. И. Крамаренко, А. Г. Хрущов, М. М. Торшин, Ф. М. Зиновьев; сидят: Н. Д. Савельев, Ф. А. Кругликов, А. В. Поярков, П. С. Борисов, Я. А. Осадчий

Его родители были бедными безземельными крестьянами, бывшими дворовыми из Тамбовской губернии. Окончил  начальное сельское училище, обучался слесарному мастерству в частных заведениях. Служил около 14 лет в мастерских Общества Юго-Восточных железных дорог в качестве электротехнического слесаря. Принимал участие в забастовке накануне выборов в Думу, за что был уволен, но затем принят снова. На момент выборов разделял взгляд партии народной свободы.
16 апреля 1906 избран в Государственную думу I созыва от общего состава выборщиков Воронежского губернского избирательного собрания. Трудовики в своём издании «Работы Первой Государственной Думы»  политическую позицию Медведева характеризуют как «Трудовая группа — Социал-демократы», это означает, что после организации социал-демократической фракции перешёл из Трудовой группы в неё. После роспуска Думы отказался подписать обращение 14 рабочих депутатов «Ко всем рабочим России», тем не менее был арестован.

### Рекомендованные источники
- Российский государственный исторический архив. Фонд 1278. Опись 91 (1-й созыв). Дело 22. Лист 26; Фонд 1327. Опись 1. 1905 год. Дело 141. Лист 63-63 оборот.